# Andriej Borowych
Andriej Jegorowicz Borowych (ros. Андре́й Его́рович Боровы́х, ur. 30 października 1921 w Kursku, zm. 7 listopada 1989 w Moskwie) – radziecki dowódca wojskowy, generał pułkownik lotnictwa, dwukrotny Bohater Związku Radzieckiego (1943 i 1945).

## Życiorys
Do 1936 skończył 7 klas szkoły w Kursku, później pracował jako kierowca, w 1937 ukończył kurski aeroklub. 
Od stycznia 1940 służył w Armii Czerwonej, w styczniu 1941 skończył wojskową szkołę pilotów i został lotnikiem-instruktorem w tej szkole, z którą we wrześniu 1941 został ewakuowany do Szymkentu. Od grudnia 1941 do września 1942 był lotnikiem i dowódcą klucza 728 myśliwskiego pułku lotniczego, a od września 1942 do maja 1945 lotnikiem, starszym lotnikiem, dowódcą klucza, dowódcą eskadry, szturmanem pułku i zastępcą dowódcy 157 myśliwskiego pułku lotniczego. 
Od grudnia 1941 do stycznia 1942 walczył na Froncie Północno-Zachodnim, od stycznia 1942 do marca 1943 na Froncie Kalinińskim, od maja do października 1943 Centralnym, od października 1943 do lutego 1944 Białoruskim, a od lutego 1944 do maja 1945 1 Białoruskim. Uczestniczył w operacji toropiecko-chołmskiej, rżewsko-wiaziemskiej, bitwie pod Kurskiem, operacji orłowskiej, czernihowsko-prypeckiej, homelsko-rzeczyckiej, brzesko-lubelskiej, warszawsko-poznańskiej, pomorskiej i berlińskiej. W jednej z walk powietrznych został zestrzelony, wyskoczył na spadochronie. 31 maja 1943 został ranny w lewą nogę. Podczas wojny wykonał 475 lotów bojowych na myśliwcach I-16, Hurricane, Jak-7, Jak-9, Jak-3 i Jak-9M, stoczył 113 walk powietrznych, w których strącił osobiście 32 i w grupie 14 samolotów wroga. 
Po wojnie do czerwca 1946 był zastępcą dowódcy 157 myśliwskiego pułku lotniczego w Dreźnie (Grupa Wojsk Radzieckich w Niemczech, a od czerwca do grudnia 1946 dowódcą 233 myśliwskiego pułku lotniczego w Perlebergu (Grupa Wojsk Radzieckich w Niemczech), w 1951 ukończył Akademię Sił Powietrznych w Monino, od czerwca do grudnia 1951 był zastępcą dowódcy 9 myśliwskiej dywizji lotniczej w Moskiewskim Okręgu Wojskowym. Później służył w lotnictwie Wojsk Obrony Przeciwlotniczej, od marca 1952 do listopada 1955 dowodził 98 Gwardyjską Dywizją Lotnictwa Myśliwskiego Wojsk Obrony Przeciwlotniczej w Briańsku, w 1957 ukończył Wojskową Akademię Sztabu Generalnego i został dowódcą 88 Myśliwskiego Lotniczego Korpusu Wojsk Obrony Przeciwlotniczej w Rżewie, od października 1958 do sierpnia 1959 był I zastępcą dowódcy, a od sierpnia 1959 do maja 1960 dowódcą 52 Powietrznej Armii Lotnictwa Myśliwskiego. Od maja 1960 do sierpnia 1963 dowodził lotnictwem Moskiewskiego Okręgu Wojsk Obrony Przeciwlotniczej, od sierpnia 1963 do lipca 1968 11 Samodzielną Armią Wojsk Obrony Przeciwlotniczej w Chabarowsku, od lipca 1968 do sierpnia 1969 8 Samodzielną Armią Wojsk Obrony Przeciwlotniczej w Kijowie, a od sierpnia 1969 do kwietnia 1977 był dowódcą lotnictwa Wojsk Obrony Przeciwlotniczej Kraju. W latach 1977–1988 był wojskowym konsultantem Instytutu Historii Wojskowej Ministerstwa Obrony ZSRR, w kwietniu 1988 przeszedł do rezerwy. 
Był deputowanym do Rady Najwyższej ZSRR 2 kadencji (1946-1950) i do Rady Najwyższej RFSRR 4 kadencji (1955-1959). W 1988 otrzymał honorowe obywatelstwo Kurska. Zginął tragicznie. Został pochowany na Cmentarzu Nowodziewiczym. W Kursku jedną z ulic nazwano jego imieniem.

## Awanse
- sierżant (1941)
- starszyna (1942)
- młodszy porucznik (9 maja 1943)
- porucznik (10 lipca 1943)
- starszy porucznik (3 listopada 1943)
- kapitan (15 marca 1944)
- major (17 stycznia 1945)
- podpułkownik (20 stycznia 1949)
- pułkownik (27 lutego 1952)
- generał major lotnictwa (27 sierpnia 1957)
- generał porucznik lotnictwa (9 maja 1961)
- generał pułkownik lotnictwa (19 lutego 1968)

## Odznaczenia
- Złota Gwiazda Bohatera Związku Radzieckiego (dwukrotnie - 24 sierpnia 1943 i 23 lutego 1945)
- Order Lenina (dwukrotnie - 24 sierpnia 1943 i 31 października 1967)
- Order Czerwonego Sztandaru (pięciokrotnie - 22 lutego 1942, 6 listopada 1942, 9 lipca 1943, 31 lipca 1945 i 22 lutego 1955)
- Order Aleksandra Newskiego (22 czerwca 1944)
- Order Wojny Ojczyźnianej I klasy (11 marca 1985)
- Order Czerwonej Gwiazdy (trzykrotnie - 26 października 1955, 29 października 1971 i 16 lutego 1982)
- Order „Za służbę Ojczyźnie w Siłach Zbrojnych ZSRR” III klasy (30 kwietnia 1975)
- Medal „Za zasługi bojowe” (15 listopada 1950)
- Medal „Za zwycięstwo nad Niemcami w Wielkiej Wojnie Ojczyźnianej 1941–1945”
- Medal „Za obronę Moskwy”
- Medal „Za wyzwolenie Warszawy”
- Medal „Za zdobycie Berlina”
- Medal „Za rozwój dziewiczych ziem”
- Medal „Za umacnianie braterstwa broni”
- Medal „Weteran Sił Zbrojnych ZSRR”
- Order Odrodzenia Polski (Polska)
- Order Virtuti Militari (Polska)
- Order Za Wojskowe Zasługi (Mongolia)

I inne.